# Кёльчеи, Ференц
Фе́ренц Кёльчеи (венг. Kölcsey Ferenc; 8 августа 1790, Сёдеметер — 24 августа 1838, Сатмарчеке) — венгерский писатель, поэт, литературный критик, политик. Автор текста венгерского национального гимна (стихотворение «Гимн», 1823 год). Один из наиболее значимых представителей венгерской литературы начала XIX века, оказал огромное влияние на её развитие. Вместе со своим другом Ференцем Казинци вёл борьбу за возрождение венгерской литературы и венгерского языка.
Ференц Кёльчеи вырос в аристократической семье из Трансильвании, обучался в кальвинистском колледже в Дебрецене и получил профессию юриста. Ранний уход из жизни родителей отразился на зрении Кёльчеи (он ослеп на левый глаз) и наложил отпечаток меланхолии на его характер.
Поэзия Кёльчеи гармонично сплела воедино классицизм, французское Просвещение и немецкий романтизм. Кёльчеи был также выдающимся критиком и политическим писателем. Он требовал от поэтов совершенства во всем и отличался категоричностью в критике. Ференц Кёльчеи был страстным патриотом и с трепетом относился к своей родине, переживавшей не лучшие времена. Агитировал за воссоединение Трансильвании с Венгрией, требовал укрепления позиций венгерского языка за счёт латыни. В своих поэмах «Песнь Зриньи» и «Вторая песнь Зриньи» он пессимистично предрекал конец Венгрии как единой нации от нашествия иностранцев. Его стихотворение «Гимн» (1823 год) было положено на музыку Ференцем Эркелем.
В 1826 году основал журнал «Élet és Literatura» («Жизнь и литература»), для которого написал много статей по философии, истории искусства и литературной критике. Кёльчеи также писал для журнала «Аврора», выпускавшегося братьями Кишфалуди. 17 ноября 1830 года Кёльчеи был избран членом Венгерской Академии наук.
На сейме 1832—1836 Кёльчеи заявил о себе как о крупнейшем ораторе Либеральной партии. Полное собрание сочинений Кёльчеи опубликовал Р. Szemere (2 изд., Пешт, 1863). Исторический интерес представляет дневник Кёльчеи, который он вёл в 1832—1836 (Пешт, нов. изд. 1874).

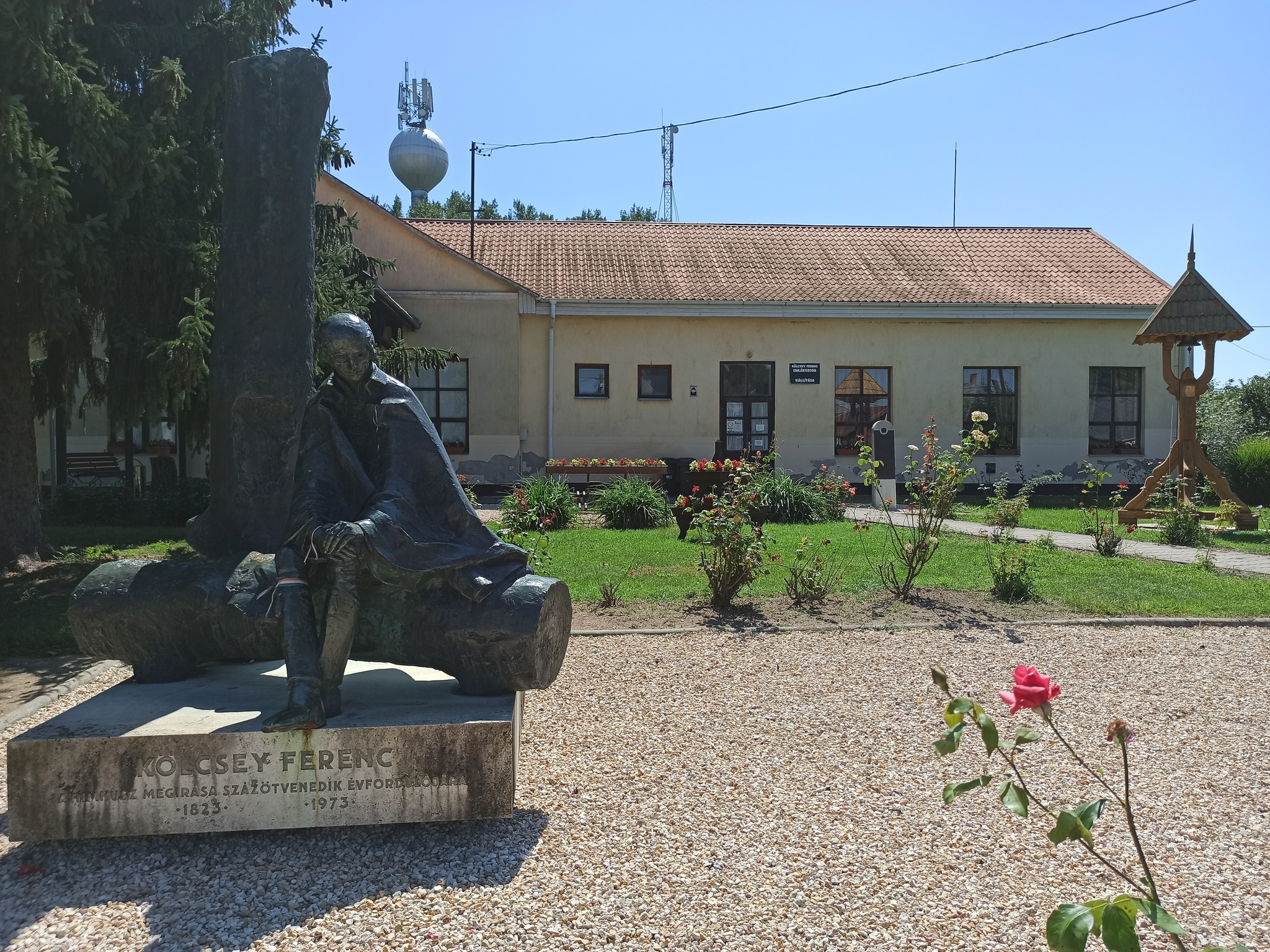
Скульптура Ференца Кёльчеи в Сатмарчеке

## Образ в искусстве
- В 1952 году актёр Тамаш Майор воплотил на экране образ писателя в фильме Мартона Келети «Эркель» (в советском прокате — «Венгерские мелодии»).